# Ossà
Ossà (en rus: Оса) és una ciutat de Rússia, es troba al territori de Perm. El 2023 tenia 19.369 habitants. Es troba a la vora del riu Kama, en el seu punt de confluència amb el Tulva, a 93 km al sud-oest de Perm.

## Història
La vila fou fundada el 1591 o 1596 com la slobodà de Novonikólskaia (Новонико́льская), i esdevingué més tard una fortalesa. En un document de 1623, la localitat fou designada com la slobodà d'Ossínskaia Nikólskaia (Осинская Никольская), el 1678 la slobodà d'Ossínskaia i com el poble (seló) d'Ossà el 1732. Ossà finalment rebé l'estatus de ciutat el 1739.